# Никонов, Ефим Прокопьевич

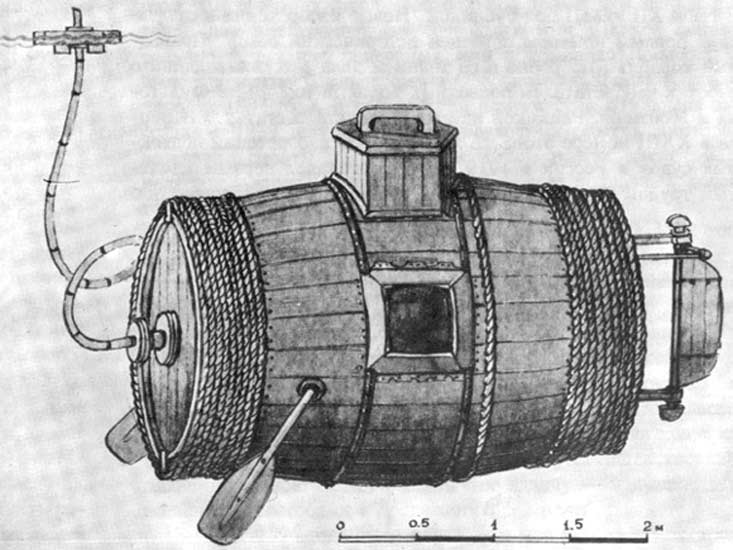
«Потаённое судно» Е. П. Никонова.

Ефим Прокопьевич Никонов (Дата рождения неизвестна, село Покровское-Рубцово — после 1728 года) — русский изобретатель, автор первой построенной русской подводной лодки «Потаённого судна».

## Биография
Родился в селе Покровское-Рубцово, в Подмосковье, в семье крепостного крестьянина.  В 1718 году подал царю Петру I челобитную, в которой утверждал, что

…сделает он к военному случаю на неприятелей угодное судно, которым на море, в тихое время, будет разбивать корабли, хотя б десять, или двадцать, и для пробы тому судну учинит образец…— 
Изобретение также предлагалось дополнить водолазным костюмом из кожи. Предполагалась возможность выхода людей в подобных костюмах для разрушения днища неприятельского корабля. Проект костюма содержал в себе основные элементы современного водолазного снаряжения. Его шлем представлял собой прочный деревянный бочонок со смотровым окошком против глаз. Скважины и отверстия должны быть «убиты» свинцом, к спине должен быть прикреплен груз со свинцом или песком. К проекту также прилагалась опись особых инструментов для работ «по провертке» и «зажиганию» кораблей.
В 1720—1721 годах по указанию Петра I построил сперва модель, а затем, в 1721—1724 годах и полноразмерное подводное «Потаённое судно», ставшее первой российской подводной лодкой.

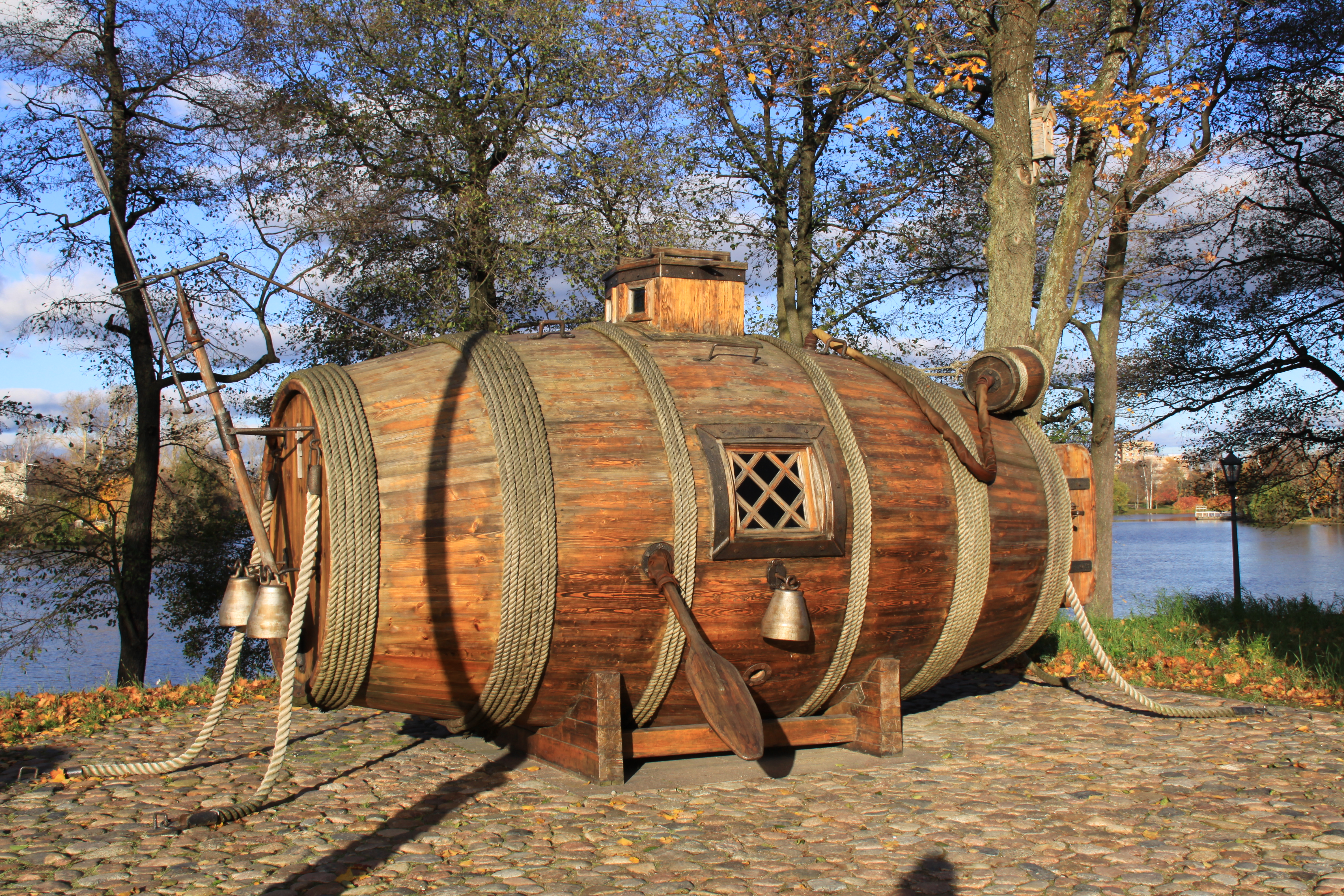
Макет «потаённого судна» в Сестрорецке.
Испытание «потаённого судна» происходило в 1721 году в присутствии Петра I на реке Неве у Галерного двора.

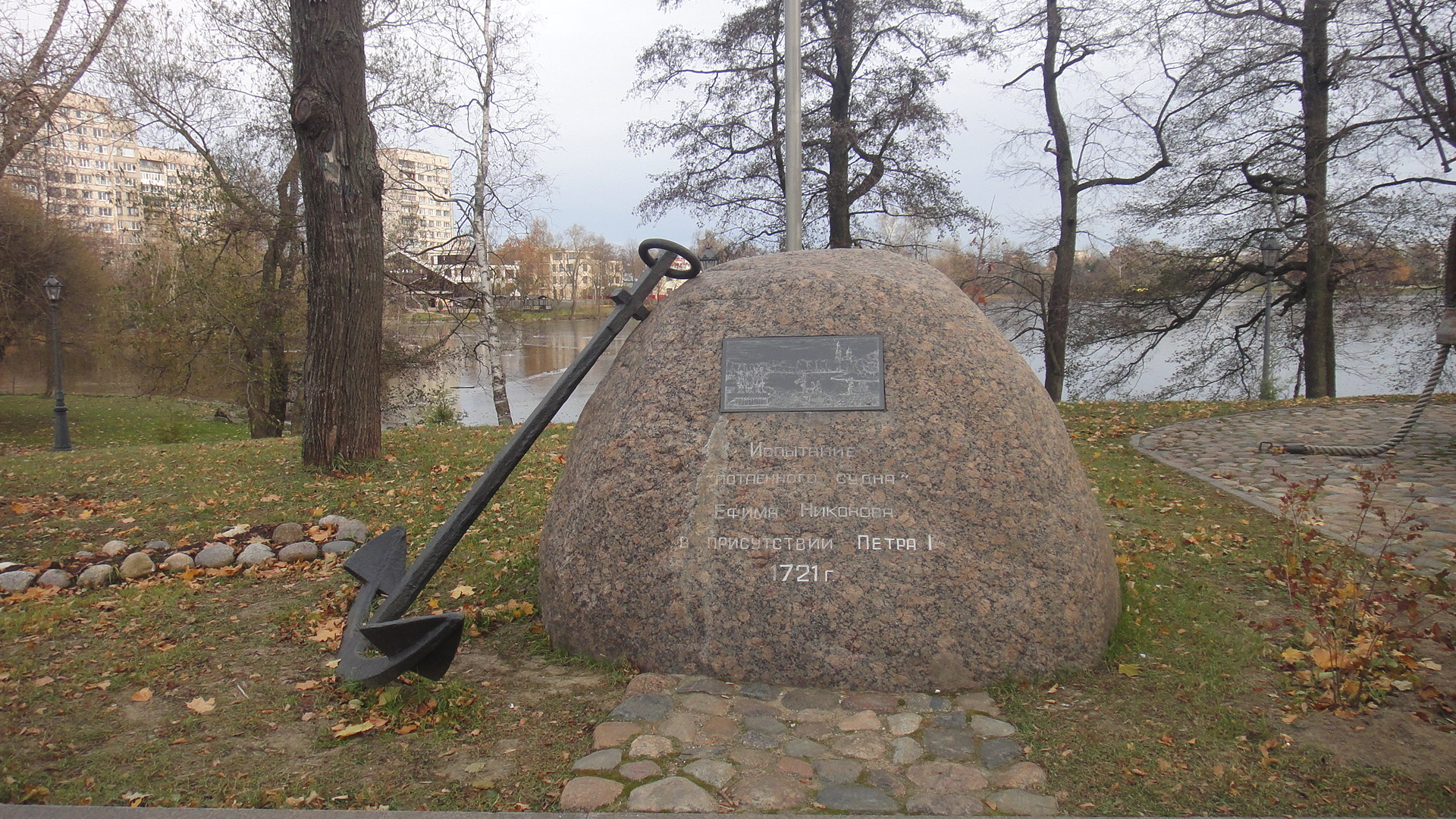
Памятник испытаниям потаённого судна Никонова в Сестрорецке

Для сооружения «Потаённого судна» использовались доски, железные полосы, медные листы, кожа и другие материалы.
Никонов являлся командиром экипажа из четырёх (по другим источникам — из восьми) человек, под его руководством осуществлялись пробные погружения.
Первые испытания судна, в присутствии Петра I, прошли осенью 1724 года и закончились аварией: при ударе о грунт дно корабля оказалось проломлено.
Весной 1725 года судно было спущено на воду после ремонта, но обнаруженная течь не позволила провести погружение.
Третий раз Никонов испытывал своё судно в 1727 году.
После смерти Петра I впал в опалу. В 1728 году был разжалован из мастеров в рядовые плотники и сослан на Астраханскую верфь.
Современный исследователь, инженер-кораблестроитель Е. Е. Колосов полагает, что судно Никонова «по техническим решениям, заложенным в нем, являлось прообразом современной ПЛ» и что сам Никонов, несмотря на неудачи, «в действии доказал возможность подводного плавания: летом 1721 года Ефим на своем „судне-модели“ все же совершил два успешных погружения и всплытия на Неве».